# Enoshima Electric Railway
Enoshima Electric Railway (江ノ島電鉄 Enoshima-dentetsu?) es una empresa de transporte ferroviario de pasajeros de Japón filial de Odakyu Railway. Su abreviatura común es  Enoden (江ノ電 Eno-den?). Su área de operaciones es el sur de la prefectura de Kanagawa. Gestiona además numerosos negocios y atracciones turísticas en la isla de Enoshima. 

## Historia
En 1926 se establece la empresa Enoshima Electic Railway, que en 1928 adquirirá la línea Enoshima de Tokyo Dentō. En 1938, fue adquirida por Ferrocarriles de Tokio-Yokohama (actual Tokyu). En 1947, Tokyu se desprende de ella. En 1953 se convierte en filial de Odakyu Railway.

## Servicios ferroviarios

Mapa de la línea Enoden

Enoshima Electric Railway posee una línea de tren ligero llamada Enoden. Los trenes circulan tanto en tramos ferroviarios propios como por las calles de las poblaciones urbanas como un tranvía. El área costera que atraviesa se caracteriza por albergar numerosos monumentos, lugares declarados patrimonio nacional y otros reclamos turísticos. Además, debido a su aparición recurrente en productos culturales, como el manga Slam Dunk, se ha popularizado como destino turístico por sí misma tanto en Japón como en el extranjero.
Líneas de cercanías
| Servicio de cercanías | Servicio de cercanías | Servicio de cercanías | Servicio de cercanías |
| --------------------- | --------------------- | --------------------- | --------------------- |
| Línea                 | Símbolo               | Ruta                  | Kilómetros            |
| Enoden                |                       | Kamakura - Fujisawa   | 10,0 km               |

### Material móvil
Material empleado en la actualidad

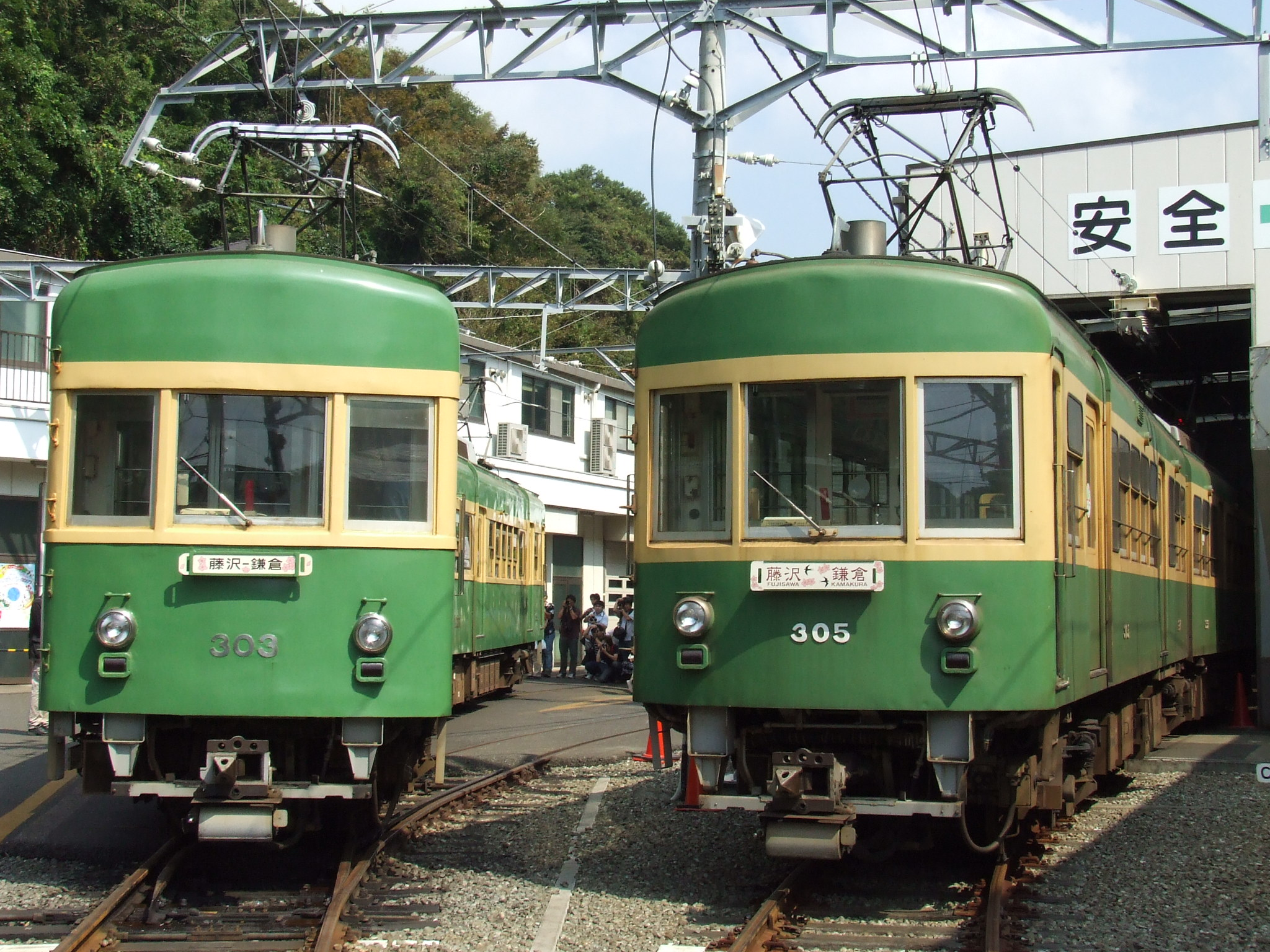
Serie 300
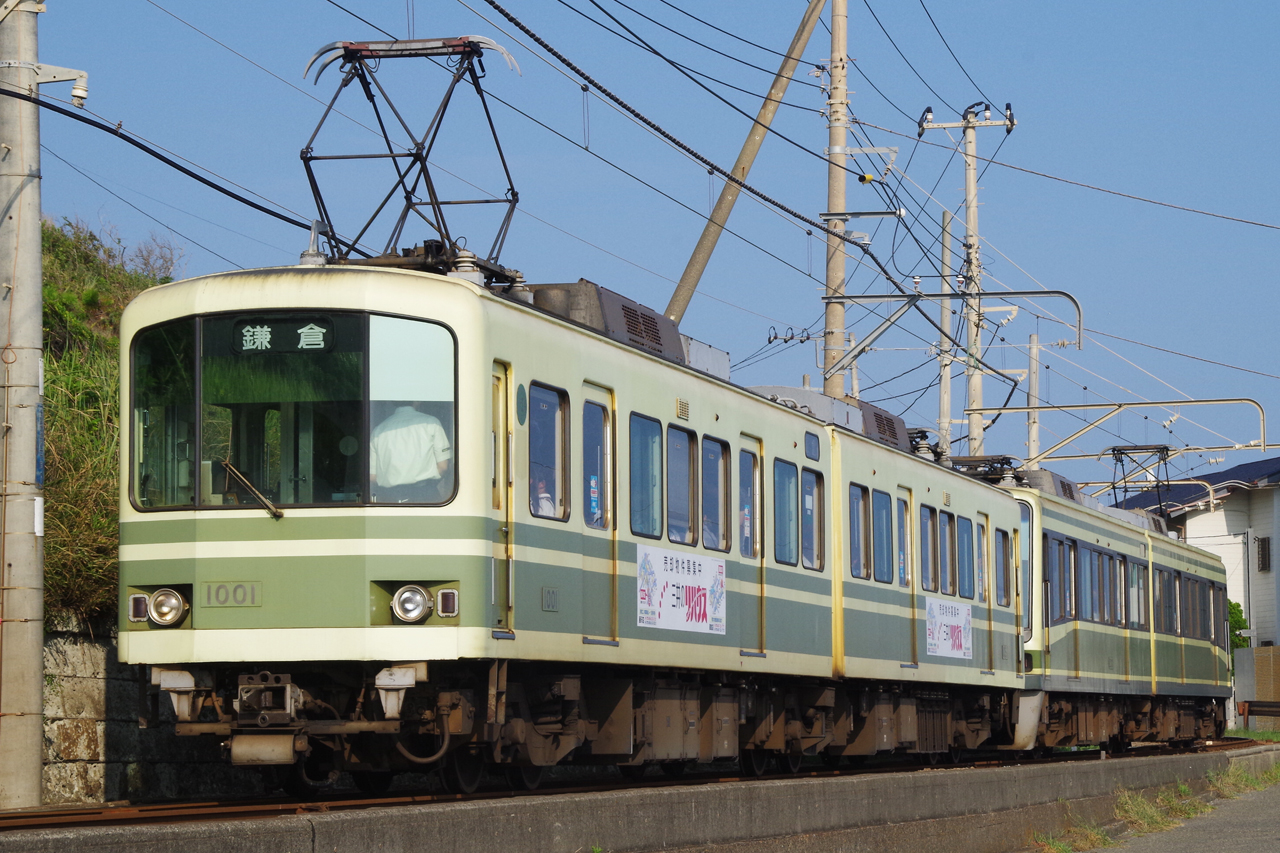
Serie 1000
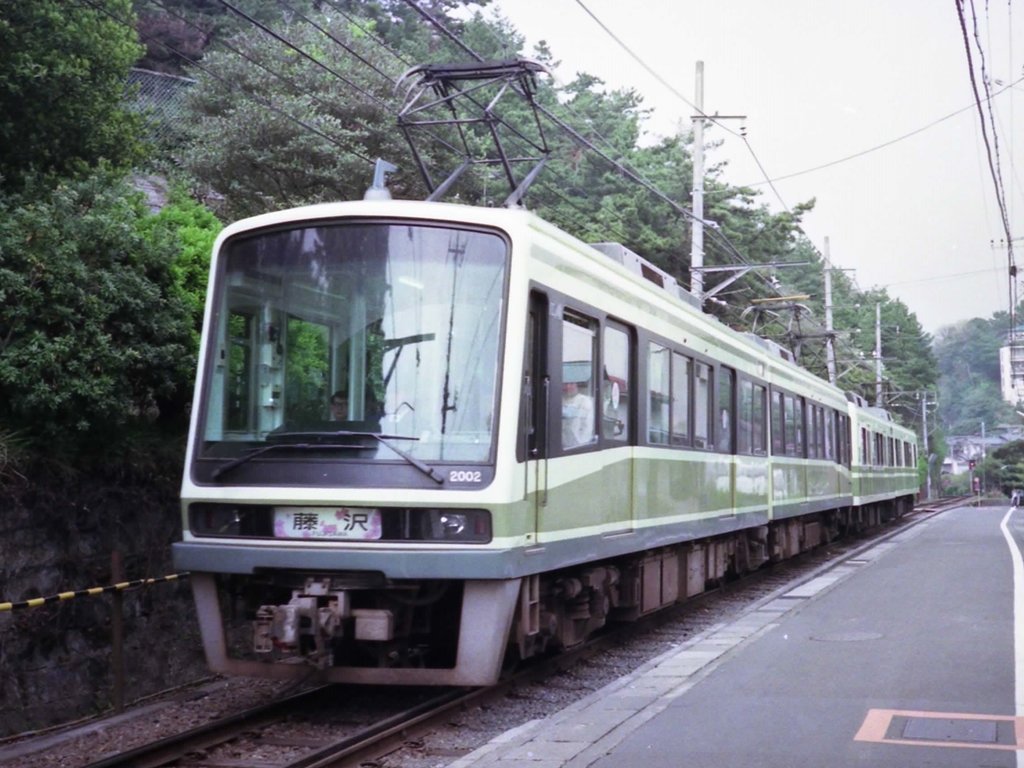
Serie 2000
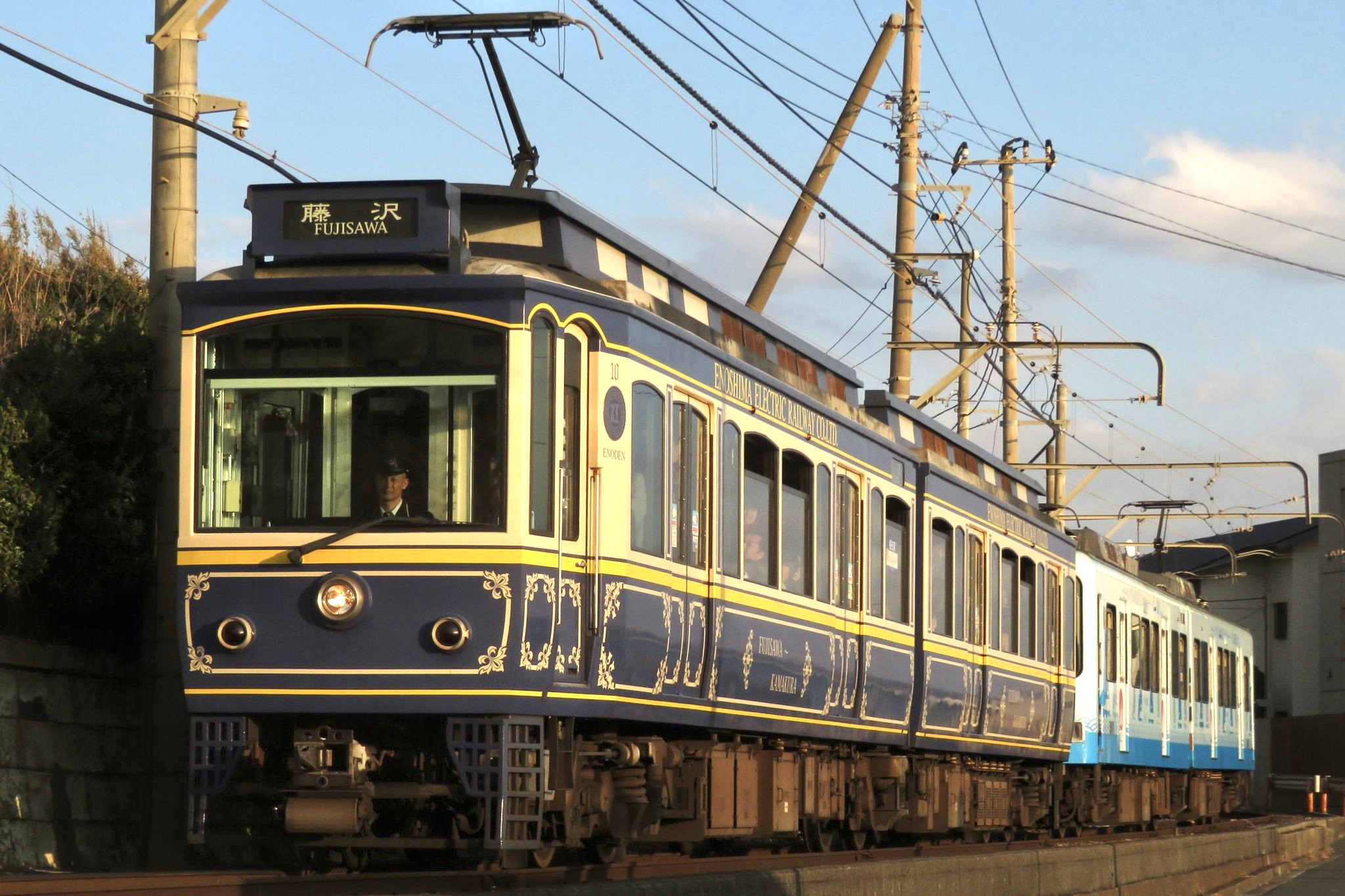
Serie 10
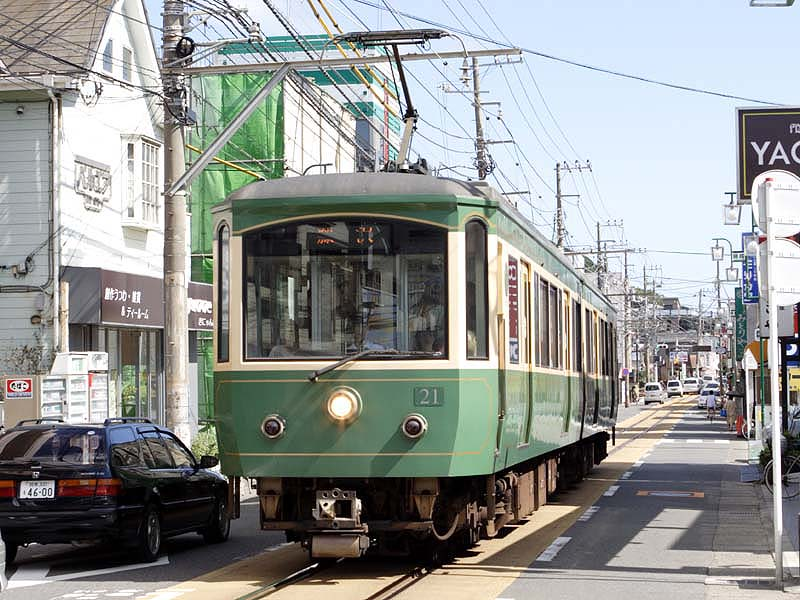
Serie 20
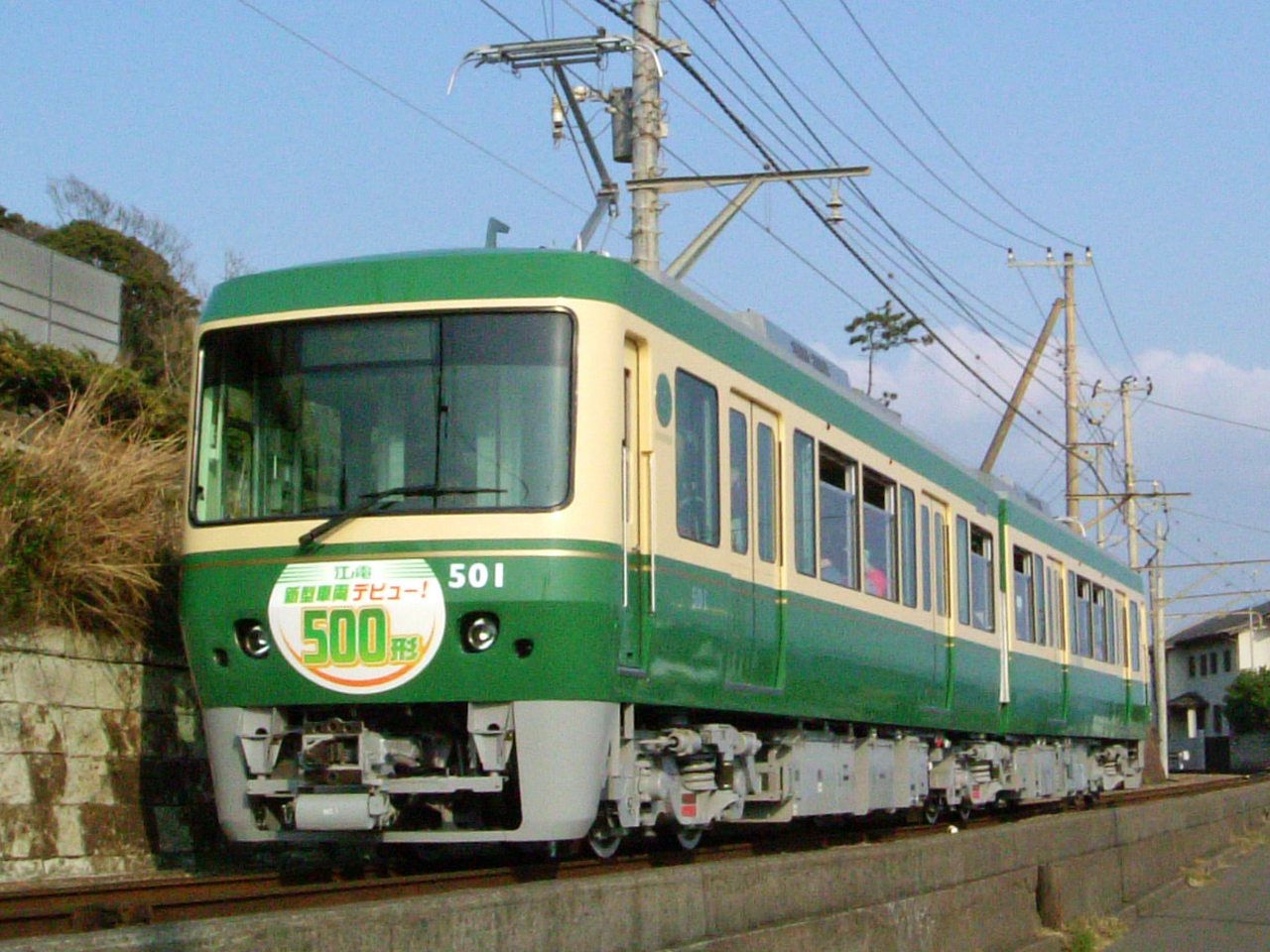
Serie 500

- Serie 300
- Serie 1000
- Serie 2000
- Serie 10
- Serie 20
- Serie 500

## Sector turístico
Esta compañía posee numerosos negocios en la isla de Enoshima. Además gestiona monumentos como el faro-mirador Sea Candle, Enoshima Esca y el Jardín Samuel Cocking.

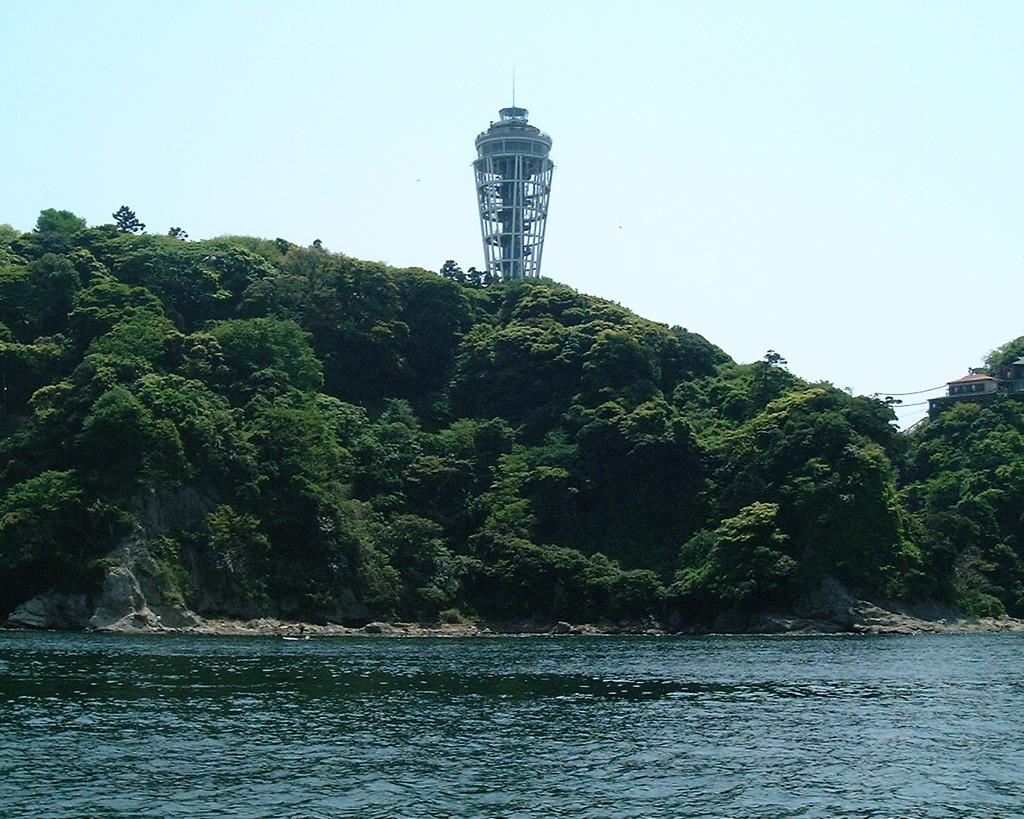
Faro-mirador Sea Candle
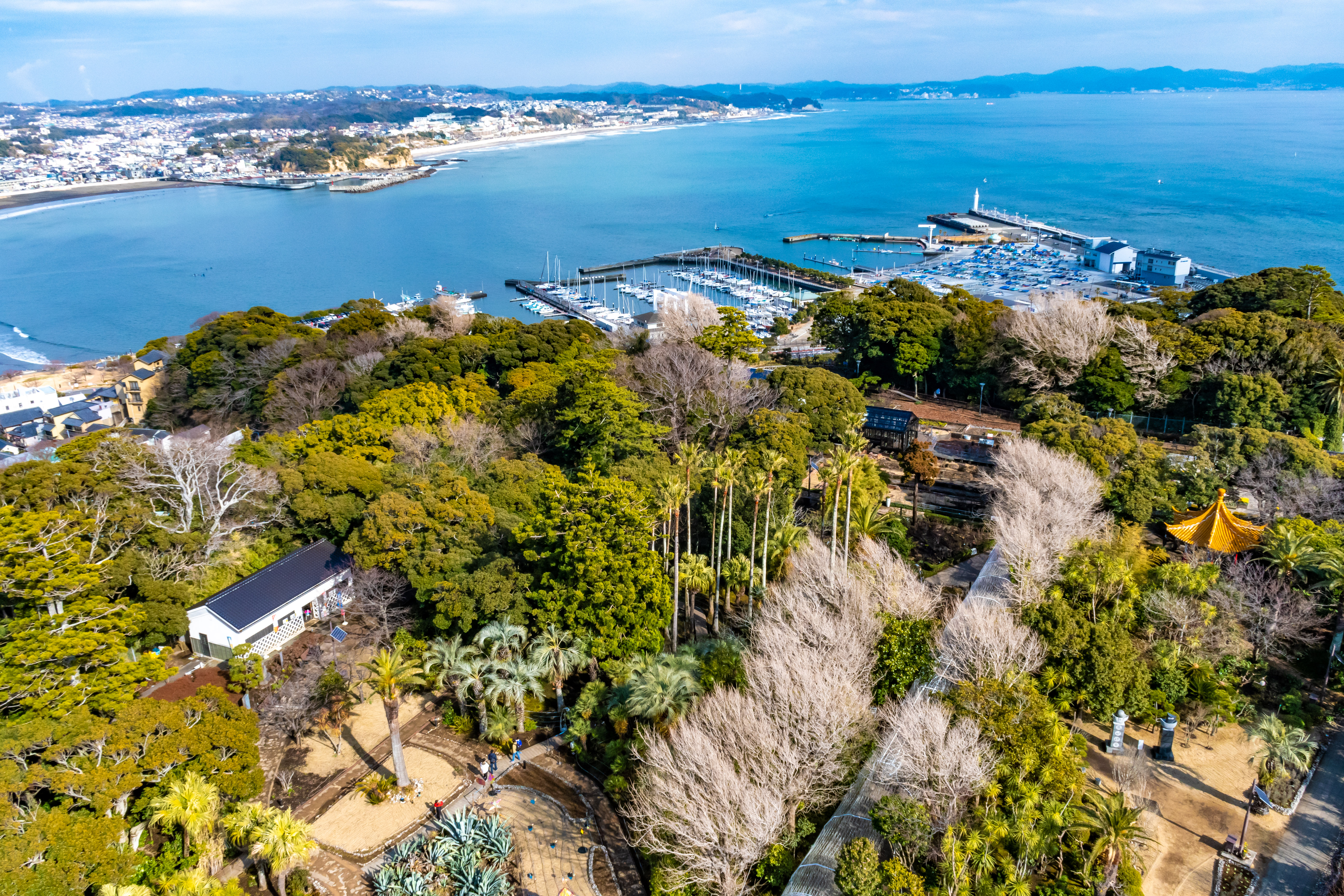
Jardín Samuel Cocking